# Лониго
Лонѝго (на италиански и на венециански: Lonigo) е град и община в Северна Италия, провинция Виченца, регион Венето. Разположен е на 31 m надморска височина. Населението на общината е 16 391 души (към 2015 г.).